# Deinste
Deinste (dolnoniem. Deinst) – gmina w Niemczech, w kraju związkowym Dolna Saksonia, w powiecie Stade, wchodzi w skład gminy zbiorowej Fredenbeck.